# U.S. Fiberglass
Die U.S. Fiberglass Company war ein US-amerikanischer Stellmacherbetrieb aus Norwood (New Jersey). 1956 entstanden einige Pkw-Modelle, die als US Fiberglass vermarktet wurden.

## Beschreibung
1956 baute das Unternehmen unter dem Namen Mark II einen Roadster mit zwei Sitzplätzen und GFK-Karosserie. Die Radstände variierten zwischen 2538 mm und 2997 mm. Fahrgestell und Antrieb kamen von Spenderfahrzeugen nach Wahl des Kunden. Die Karosserie wurde auf die unterschiedlichen Fahrgestelllängen angepasst. Üblicherweise hatten die Spenderfahrzeuge V8-Motoren.
Die meisten Fahrzeuge wurden als Kit verkauft, aber es gab auch fertig montierte Autos.